# Poli(dimetylosiloksan)
Poli(dimetylosiloksan), dimetykon, E900 – organiczny związek chemiczny, polimer z grupy silikonów, którego główny łańcuch składa się z połączonych na przemian atomów tlenu i krzemu, przy czym atomy krzemu podstawione są dwiema grupami metylowymi.
PDMS jest polimerem silnie hydrofobowym, przepuszczalnym dla gazów i przezroczystym w stosunkowo szerokim zakresie UV-VIS (230–700 nm). Jest używany między innymi do produkcji soczewek kontaktowych, jako dodatek do żywności (oznaczany symbolem E900), składnik kosmetyków (Dimethicone w systemie INCI) jako izolator czy smar. Jest również popularnym materiałem do wykonywania mikrosystemów chemicznych (tzw. Lab-On-a-Chip).

## Zastosowanie medyczne
Dimetykon jest stosowany jako lek zmniejszający napięcie powierzchniowe pęcherzyków powietrza, umożliwiający resorpcję uwolnionego gazu i wydalenie na drodze perystaltyki. Likwiduje uczucie napięcia i bólu związanego ze wzmożonym gromadzeniem się gazu w jelitach. Jest również składnikiem simetykonu, stosowanego w podobnych wskazaniach.

### Wskazania
- nadmierne tworzenie się i gromadzenie gazów w przewodzie pokarmowym
- wzdęcia
- niestrawność
- uczucie pełności
- przygotowanie do badań diagnostycznych RTG i USG

### Przeciwwskazania
- nadwrażliwość na lek

### Działania niepożądane
- zaparcia
- stany zapalne (przy stosowaniu na skórę)

### Preparaty
- Esputicon – granulat 3%, kapsułki 0,03 g, krople 0,02 g
- Silol 350 F – płyn, aerozol 0,367 g/ml
- Silol 1000 F – płyn

### Dawkowanie
Doustnie. Wielkość i sposób przyjmowania dawki zależy od preparatu. Zwykle 100–200 mg 3 razy na dobę.